# Thomsonita-Ca
La thomsonita-Ca és un mineral de la classe dels silicats que pertany al grup de les zeolites. Va ser descoberta l'any 1820 a Dunbartonshire, Escòcia, Va rebre aquest nom l'any 1820 per Henry James Brooke en honor de Thomas Thomson (1773-1852), professor escocès de química. El sufix -Ca denota que hi predomina el calci.. Alguns sinònims, poc usats, d'aquest són: bagotita', carfostilbita', echellita, lintonita', ozarkita o tonsonita. És el mineral anàleg de calci de la thomsonita-Sr.

## Característiques
La thomsonita-Ca és una zeolita que cristal·litza en el sistema ortoròmbic. La seva fórmula química és NaCa₂[Al₅Si₅O20]·6H₂O. Forma una sèrie de solució sòlida amb la thomsonita-Sr. Totes dues espècies són aluminosilicats hidratats de sodi, amb cations de calci o estronci respectivament. La substitució gradual d'un per altre va donant els diferents minerals de la sèrie. A més dels elements de la seva fórmula, sol portar com a impuresa potassi.

## Formació i jaciments
La thomsonita-Ca apareix a l'interior de cavitats en laves de basalt, així com en forma de ciment en arenisques. Se sol trobar associada a altres minerals com: calcita, prehnita, datolita, quars o altres zeolites.

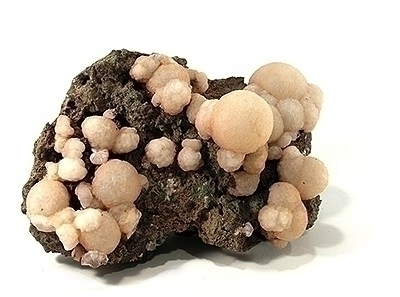
Thomsonita-Ca esferulítica, Maharashtra, Índia
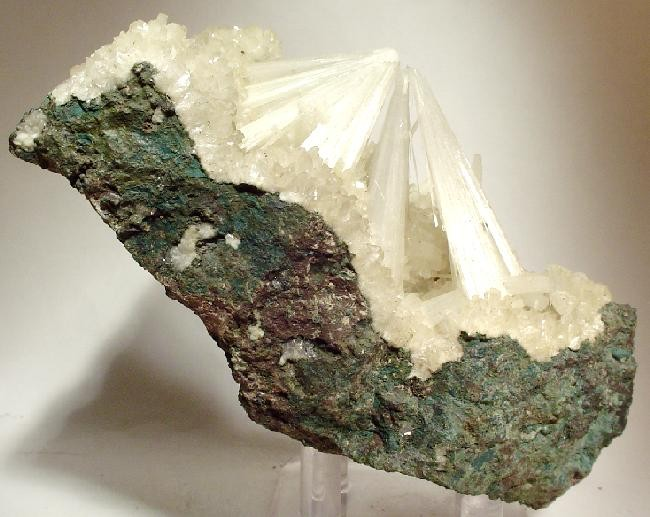
Thomsonita-Ca, Oregon, Estats Units
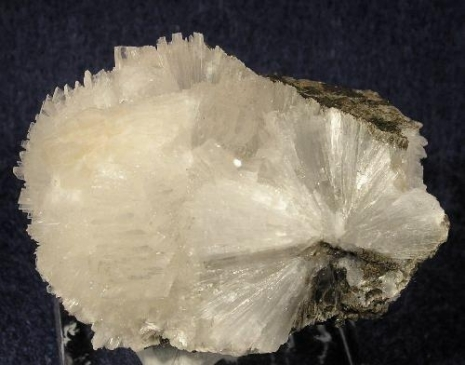
Thomsonita-Ca, riu Amudikha, Sibèria, Rússia
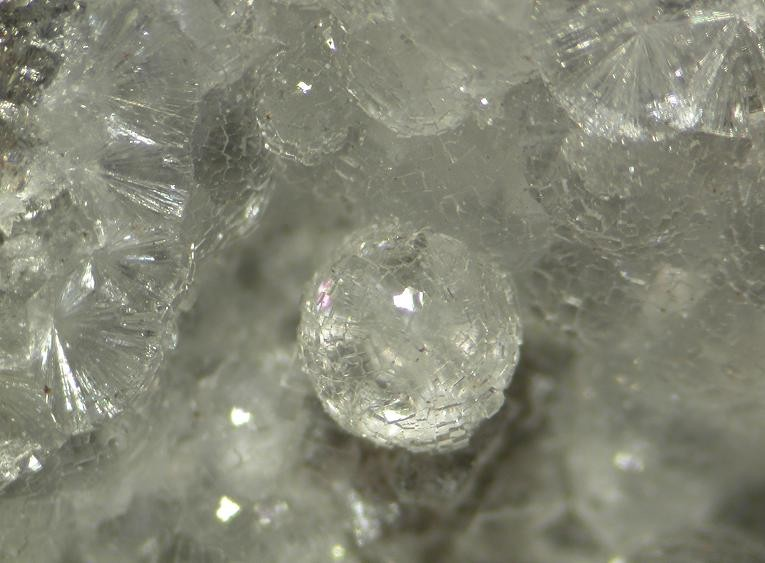
Thomsonita-Ca, Aranga, Nova Zelanda